# Terrance Zdunich
Terrance Zdunich é um ator, autor, cantor, compositor e ilustrador de quadrinhos norte-americano. Junto com Darren Lynn Bousman, idealizou, compôs as músicas e escreveu os roteiros dos musicais Repo! The Genetic Opera e The Devil's Carnival. Zdunich também teve um papel de destaque em ambos os filmes, e foi o ilustrador de todas as seqüências de animação de Repo!.
Ele também está escrevendo e ilustrando uma série de história em quadrinhos, intitulada The Molting.

## Filmografia

### Ator
- The Devil's Carnival (2012) - Lucifer (The Devil)
- Repo! The Genetic Opera (2008) - GraveRobber
- Repo! The Genetic Opera (2006 - curta metragem) - GraveRobber
- Chain of Souls (2001) - Hell Man

### Escritor
- The Devil's Carnival (2012)
- Repo! The Genetic Opera (2008)
- Repo! The Genetic Opera (2006 - curta metragem)

### Compositor
- The Devil's Carnival (2012)
- Repo! The Genetic Opera (2008)

### Ilustrador
- Firedog (2010)
- Powder Blue (2009) [3]
- Into the Wild (filme) (2007)
- What We Do Is Secret (2007)
- Bones (2006, TV)
- I Left Me (2004)
- PC and the Web (2001)
- Special Unit 2 (2001)
- Max Steel (2001)
- BigLove (2001)
- Bedazzled (2000)
- The Great American Office Worker (2000)
- Roughnecks: The Starship Troopers Chronicles
- Heat Vision and Jack (1999, TV)

## Ligações Externas
- Página Oficial